# Lazy Bill Lucas

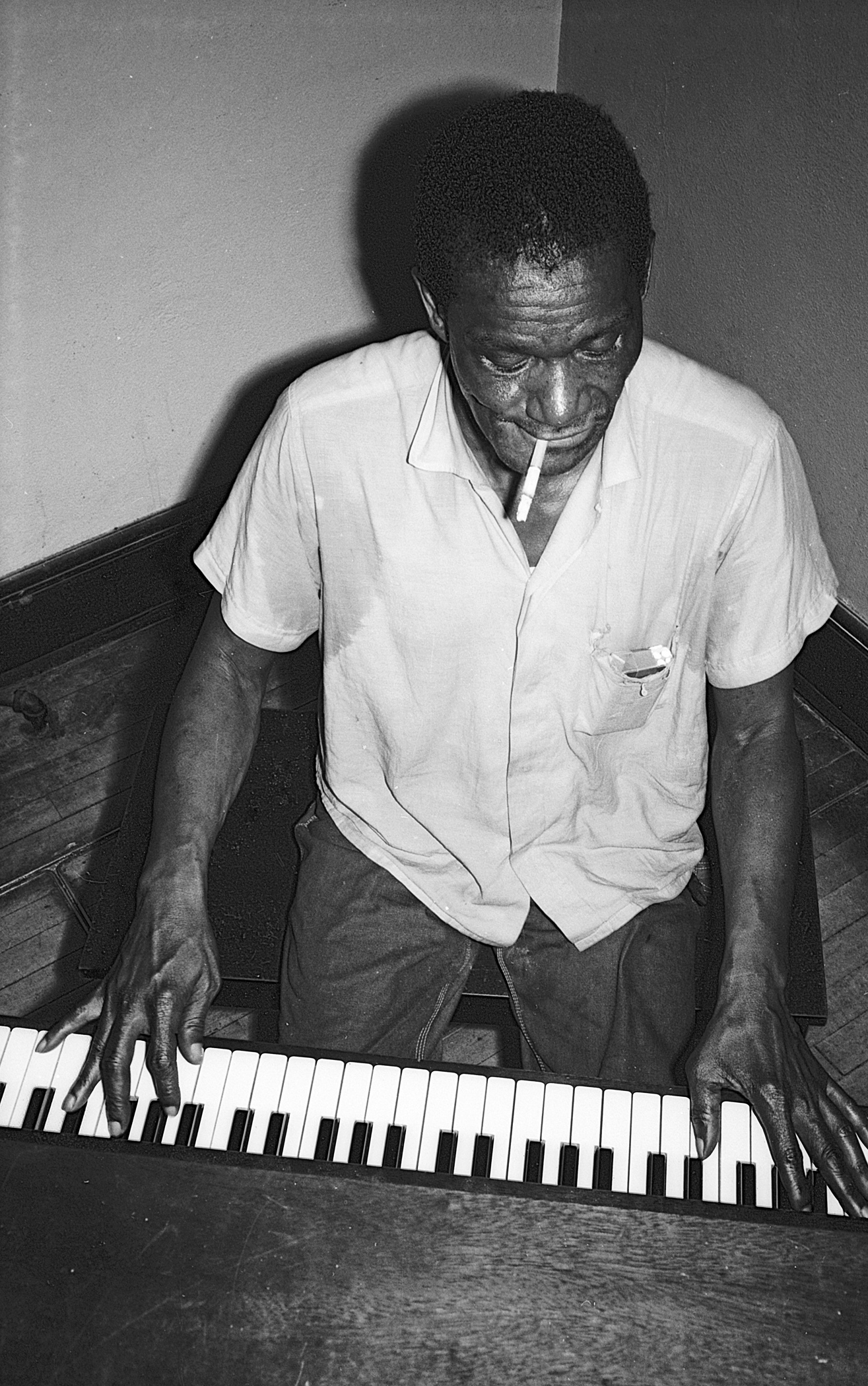
Lazy Bill Lucas (1969)

Lazy Bill Lucas (* 29. Mai 1918 in Wynne, Arkansas, USA als Willard bzw. William Lucas; † 11. Dezember 1982 in Minneapolis, Minnesota, USA) war ein US-amerikanischer Bluesmusiker (Gitarre, Piano, Gesang).

## Biografie
Willard Lucas (in seiner Sozialversicherungsakte steht „William“) wurde am 29. Mai 1918 in Wynne (Arkansas) als Sohn von Pachtfarmern geboren. Aufgrund einer Augenkrankheit galt er von Kindheit an als blind. Mitte der 1920er Jahre zog die Familie nach Advance (Missouri). 1930 schenkte ihm sein Vater eine Gitarre, die er durch den Verkauf eines Schweins erworben hatte. Lucas spielte bereits Orgel, als die Familie 1932 ein Klavier bekam. 1936 zog die Familie abermals um und musste das Klavier zurücklassen. Lucas begann, an Straßenecken auf der Gitarre Hillbilly-Musik zu spielen, die er aus dem Radio kannte.
1940 war St. Louis die nächste Station der Familie. Hier lernte Lucas den Bluesmusiker Big Joe Williams kennen und spielte mit ihm Blues in den Straßen der Stadt. 1941 ging Lucas nach Chicago, wo er mit Sonny Boy Williamson I. auftrat. Sie spielten auch in kleineren Städten, und Lucas begann daneben solo aufzutreten. 1946 trat er einer Musikergewerkschaft bei und bildete mit dem Sänger und Pianisten Willie Mabon und dem Gitarristen Earl Dranes ein Trio.
Mehrere Jahre lang spielte er in verschiedenen Blues-Combos und trat in unterschiedlichen Clubs, Bars und auf der Straße auf. Während dieser Zeit spielte er unter anderem mit Jo Jo Williams, Homesick James (James Williamson), Little Hudson und Little Walter. 1950 wechselte Lucas von der Gitarre zum Klavier, arbeitete als Sideman für verschiedene Bluesbands und erschien auf Platten von Homesick James, Snooky Pryor, Little Hudson und Little Willy Foster.
1954 erhielt er einen Plattenvertrag bei Chance Records und machte unter dem Namen Lazy Bill & His Blue Rhythms Aufnahmen. Das Label veröffentlichte eine 78er Schellackplatte mit den Songs She Got Me Walkin’ und I Had a Dream. 1955 leitete er ein Ensemble namens Blues Rockers, das eine Single bei Excello Records veröffentlichte. Die Aufnahme fand in Nashville (Tennessee) statt. Lucas sang und spielte Klavier, P. T. Hayes spielte Mundharmonika, Earl Dranes spielte Gitarre und Jo Jo Williams steuerte Gitarre, Bass und Schlagzeug bei.
In den folgenden Jahren spielte er als Begleitmusiker bei zahlreichen Aufnahmen in Chicago und Cicero (Illinois), von denen einige erst später auf Kompilationen veröffentlicht wurden. Da die Clubs nur noch selten Klaviere hatten, beschaffte er sich ein elektronisches Piano für seine Auftritte. 1964 lud ihn sein Freund George „Mojo“ Buford in seine Band nach Minneapolis ein. Lucas blieb in der Stadt, spielte jetzt einen rockigeren Blues und brachte 1969 bei Wild Records sein erstes Soloalbum Lazy Bill heraus, dem 1970 das Album Lazy Bill & His Friends auf Lucas’ eigenem Label Lazy Records folgte. 1974 erschien Lazy Bill Lucas beim Label Philo Records. Ab 1979 hatte er seine eigene Radioshow, die Lazy Bill Lucas Show.
Lazy Bill Lucas starb am 11. Dezember 1982 im Alter von 64 Jahren in Minneapolis. 1989 erschien posthum das Album Lazy Bill Lucas. Have Mercy – The Last Studio Tapes Vol. 1 bei Cold Wind Records.